# Phobetes thomsoni
Phobetes thomsoni là một loài tò vò trong họ Ichneumonidae.